# Facultad de Ciencias Sociales y de la Comunicación (Universidad del País Vasco)
La Facultad de Ciencias Sociales y de la Comunicación de la Universidad del País Vasco es un centro universitario que ofrece estudios de grado y posgrado en el ámbito de las ciencias sociales y la comunicación. Su sede está en el Campus de Vizcaya, y concretamente en la Ciudad Universitaria de Lejona-Erandio, a unos 15 kilómetros de Bilbao.

## Oferta académica
Actualmente, esta facultad ofrece cinco grados:
- Grado en Ciencia Política y Gestión Pública (80 plazas)
- Grado en Comunicación Audiovisual (75 plazas)
- Grado en Periodismo (210 plazas)
- Grado en Publicidad y Relaciones Públicas (125 plazas)
- Grado en Sociología (80 plazas)

Asimismo, ofrece una extensa oferta de másteres:
- Máster en Comunicación Corporativa
- Máster en Comunicación Multimedia (UPV/EHU-EITB)
- Máster en Comunicación Social
- Máster en Cooperación Internacional Descentralizada: Paz y Desarrollo. Análisis y Gestión de la Agenda Global en el Marco del Sistema de las Naciones Unidas
- Máster en Gobernanza y Estudios Políticos
- Máster en Innovación Social e Industrias Culturales y Creativas
- Máster en Modelos y Áreas de Investigación en Ciencias Sociales
- Máster en Nacionalismo en el siglo XXI
- Máster en Participación y Desarrollo Comunitario
- Máster en Periodismo Multimedia (UPV/EHU-El Correo)
- Máster en Estudios Feministas y de Género
- Máster Universitario en Estudios Internacionales
- Máster Universitario en Historia Contemporánea

Por último, también ofrece algunos posgrados con un menor número de créditos:
- Hizkuntza Plangintza
- International Election Observation  & Electoral Assistance
- Pensamiento Crítico en el País Vasco en los Siglos XX y XXI

## Instalaciones
La Facultad de Ciencias Sociales y de la Comunicación de la Universidad del País Vasco cuenta con unas modernas instalaciones que hacen de ella un centro de referencia en España para el estudio de las disciplinas de Ciencias Sociales y de la Comunicación. Entre los espacios con los que cuenta, se pueden destacar numerosas aulas multimedia de redacción, laboratorios de infografía y microfilmación, salas de edición, salas de realización, aulas de maquetación y diseño gráfico, estudios de fotografía, de radio y platós de televisión.